# 陽顯嘉
陽顯嘉（1421年—？），字謙亨，江西吉安府吉水縣人，軍籍，明朝政治人物。進士出身。

## 生平
廣東鄉試第十六名。景泰二年（1451年）辛未科會試第一百五十三名，殿試登進士第三甲第三十六名。

## 家族
曾祖陽道立。祖父陽世銘。父亲陽貴怡。